# Carl Schaumann
Carl Schaumann, auch Karl Schaumann (* 9. Oktober 1865 in Hannover; † 23. Juni 1938 in Göttingen) war ein deutscher Vizeadmiral der Kaiserlichen Marine.

## Leben
Carl Schaumann trat im April 1882 in die Kaiserliche Marine ein. Im April/Mai 1895 war er als Leutnant zur See als Vertretung Kommandant der Heimdall. Später wurde er Kommandant des Kanonenbootes Möwe. 1898 gab er das Kommando ab. An Bord des Großen Kreuzers Fürst Bismarck kam er nach Ostasien.
Als Korvettenkapitän war er von Januar bis März 1904 erster Kommandant des Kleinen Kreuzers Undine. Anschließend stellte er die Hamburg in Dienst und war bis September 1906 Kommandant des Schiffes. Von Mitte März 1909 war er für zwei Jahre Kommandant des Panzerdeckkreuzers Freya. Mit dem Schiff unternahm er mehrere Ausbildungsfahrten, u. a. nach Norwegen und ins Mittelmeer. Im August 1910 nahm er mit dem Schiff an den Feierlichkeiten zur 100-jährigen Unabhängigkeit Mexikos teil und wurde dabei vom mexikanischen Staatspräsident Porfirio Díaz empfangen.
Für den erneuten Indienststellungszeitraum vom 31. Juli 1911 bis 15. September 1911 war er Kommandant der Kaiser Friedrich III. Für wenige Tage Anfang Oktober 1911 war er Kommandant des Linienschiffes Elsass und übernahm dann bis Ende September 1912 das Linienschiff Schlesien.
Ab 10. Dezember 1912 war er erst als Vertreter von Konrad Trummler II. Admiral des I. Geschwaders der Hochseeflotte und wurde Mitte Mai 1913 dann regulärer II. Admiral des Geschwaders. Von Oktober 1913 bis August 1915 war er II. Admiral des III. Geschwaders der Hochseeflotte. Bis Januar 1916 kam er zur Verfügung des Chefs der Marinestation der Ostsee. Anschließend war er bis Januar 1917 Inspektor der Artillerie des Marinekorps Flandern und hatte zeitgleich von Ende Juni 1916 bis Anfang Juli 1916 kommissarisch die 1. Marine-Division übernommen. Am 22. März 1916 erhielt er sein Patent zum Vizeadmiral. Schaumann wurde dann bis März 1918 Inspektor bei der Inspektion der Küstenartillerie und des Minenwesens und zugleich Kommandant der Befestigung Cuxhaven. Zum 17. März 1918 erhielt er seinen Abschied.
Bereits 1902 hatte Schaumann in Kösen Leonie Viktoria Le Tanneux von Saint Paul, Tochter der Olga Schmidt und des kgl. preuß. Oberstleutnants Konrad Le Tanneux von Saint Paul, geheiratet. Über Nachfahren liegen keine genealogischen Daten vor.